# Ekenäs IF
Ekenäs Idrottsförening w skrócie EIF – fiński klub piłkarski mający swoją siedzibę w Ekenäs. Występuje w Ykkösliidze, drugim najwyższym szczeblu piłkarskim w Finlandii.

## Historia
Ekenäs IF został założony 15 października 1905, a jego sekcja piłkarska powstała w 1908. Zadebiutowali w najwyższej lidze w 1933, zajmując wówczas ostatnie 8. miejsce. W sezonie 2014 awansowali do Ykkösliigi. W sezonie 2023 zajęli 1. miejsce w grupie mistrzowskiej tej ligi i awansowali do Veikkausliigi. Spadli z niej po sezonie zajmując ostatnie 12. miejsce.

## Stadion
Ekenäs IF rozgrywa swoje mecze na Ekenäs centrumplan.

## Skład
Stan na 7 listopada 2024
| Nr | Poz. | Piłkarz                  |
| -- | ---- | ------------------------ |
| 1  | BR   | Ramilson Almeida         |
| 2  | OB   | Joel Lehtonen            |
| 3  | OB   | Väinö Vehkonen           |
| 5  | OB   | Kalle Katz               |
| 6  | OB   | Benjamin Hjertstrand     |
| 7  | PO   | Roni Pietsalo            |
| 8  | PO   | Enoch Kofi Adu (kapitan) |
| 9  | NA   | Salomo Ojala             |
| 10 | NA   | Lucas Kaufmann           |
| 11 | PO   | Eetu Puro                |
| 13 | OB   | William Lindqvist        |
| 14 | PO   | Simon Lindholm           |
| 15 | PO   | August Björklund         |
| 16 | PO   | Frank Owusu              |

| Nr | Poz. | Piłkarz                                           |
| -- | ---- | ------------------------------------------------- |
| 18 | PO   | Arttu Sivonen                                     |
| 19 | NA   | Elton Hedström (wypożyczony z Hammarby Talang FF) |
| 20 | NA   | Noah Lundström                                    |
| 22 | NA   | Nasiru Mohammed                                   |
| 24 | OB   | Kingsley Gyamfi (wypożyczony z Hammarby IF)       |
| 25 | NA   | Jakob Gottberg                                    |
| 29 | OB   | Fahad Mohamed                                     |
| 30 | PO   | Emil Pallas                                       |
| 31 | PO   | Stanisław Jefimow                                 |
| 35 | OB   | Alexander Leksell                                 |
| 41 | NA   | Samuel Anini Jr.                                  |
| 73 | NA   | Tiemoko Fofana                                    |
| 77 | BR   | Jere Koponen                                      |